# کامپیوتر میوزیک
کامپیوتر میوزیک (به انگلیسی: Computer Music) مجله‌ای بریتانیایی در حوزۀ موسیقی دیجیتال تولید شده در رایانه می‌باشد. هر شماره از این مجله به همراه یک دی‌وی‌دی به فروش می‌رسد که در آن نمونه آهنگ، افزایه صوتی، آموزش، دموی نرم‌افزارها و چندین مطلب مرتبط دیگر وجود دارد.